# ぞろ目
ぞろ目（ぞろめ、揃目、ゾロ目とも表記される）とは、2個のサイコロを振ったときに同じ目（数）が出ること。そこから転じて、2桁以上の数の全桁が同じ数字で構成されていること。

## ぞろ目の例
紙幣の番号などがぞろ目（特に1・3・7・8）である場合、コレクターにとっては価値が高いとされ、額面以上の値段で取り引きされる。また、郵便局の消印は元号表記なので、「平成22.2.22」といったぞろ目になる日に記念押印をすることがある。
電話番号や自動車のナンバープレートのぞろ目も珍重され、オークションの対象にもなっている。とくに中華系の社会では8が幸運を呼ぶ数字とされているので、8が連続した番号は場合によっては家1軒が買えるほどの額で取引されている。テレホンショッピングのような電話番号が重要な商売にあっても、1111など覚えやすい番号を含む電話番号を必要とするので、たまたまそのような番号になった家庭に番号の買い取りを交渉することがある。日本では、ナンバープレートでの特定の数字によるぞろ目が抽選の対象になる。
サイコロを用いるモノポリーやバックギャモンなどのゲームでは、ぞろ目になると特殊なルールを用いる場合がある。
インターネット上では、ウェブページの訪問者数を計測するカウンターの数が10000などの数やぞろ目になることを「キリ番」（キリの良い番号の略）といい、幸運な数字として扱われることもある。サイトによっては、管理者に申請するとプレゼントがもらえることもある。
ニフティサーブのフォーラムの会議室（特に壁会議室）では、これらの番号を取る者のことを「外道」と呼び、その度合いの強さを測るソフトウェア（「外道ベンチ」）が存在した。
競馬や競輪では、同じ枠番号同士の馬が1着と2着を占めたとき、ぞろ目の枠連（枠番連勝）という。

## 特別なぞろ目
特別なぞろ目には、固有の呼び方がある。
- 11, 111：ピンゾロ。英語では snake eyes（蛇の目）という。
- 111…11：数学ではレピュニットといい、さまざまな性質が研究されている。2進数の 111…11 はメルセンヌ数と呼ばれる。
- 三三：囲碁における盤上の4隅の位置（3行3列）。三々。
- 333：ベトナムのビールの銘柄。日本では「バーバーバー」と呼ぶが、ベトナムでは「バーバー」（3つの3）。
- 55：ダブルニッケル。アメリカの道路における速度規制 55 mph (≒88.5 km/h) から。ニッケルは5セントニッケル硬貨。
- 五五：ごご。25のこと。五五の祝いは25歳の厄年の厄祓いを指す。
- 66：6ゾロ。クラップスにおいては「Boxcars」や「Midnight」の愛称で呼ばれる。
- 666：獣の数字。新約聖書の「ヨハネ黙示録」第13章に由来。人々が貧富の別なくある印を右手か額につけることになり、これがなければ売買ができなくなるという。「その徽章は獸の名、もしくは其の名の數字なり、智慧は茲にあり、心ある者は獸の數字を算へよ、獸の數字は人の數字にして、その數字は六百六十六なり」。また、オーメンとも称され、ホラー映画『オーメン』にも悪魔の番号として登場する。0から666までの全ての数の和が222111となり、偶数だけの和が111222となる。
- 七七：77歳（古来は数え年で）は「喜寿」。「喜」の異字体が「㐂」だから（七十七に見える）。
- 777：スリーセブン。幸運の数字とされ、スロットマシンでは最高の目として設定される。
- 九九：1桁の数どうしの掛け算の総称。
- 九九：99歳（古来は数え年で）は「白寿」。文字「百」から一を取ると「白」になるから。
- 111：111歳は「皇寿」。「皇」の字を分解すると「白 (=99)、一、十、一」になるから。
- 999...99：カプレカー数。2乗した数を上位と下位との桁に分けて加えると元の数になる。

## 類似の数
- ミラー番（回文数ともいう）：12321、1234321 のように左右対称になっていること。デムロ数。
- 連番：1234、456789 のように数字がつながっていること。

## 数学的性質
2桁以上のぞろ目の自然数は累乗数ではない。また、三角数であるものは 55、66、666 だけである。

## その他
日本の元号によれば、下記のようなぞろ目の誕生日にぞろ目の歳になる。
- 大正7年（1918年）7月7日に生まれた人は、平成7年（1995年）7月7日で77歳になった。
- 昭和33年（1958年）3月3日に生まれた人は、平成3年（1991年）3月3日で33歳になった。
- 平成12年（2000年）12月12日に生まれた人は、2012年12月12日で12歳になった。